# General Catalogue of Stellar Radial Velocities
Le General Catalogue of Stellar Radial Velocities (noté GCRV) (Catalogue général de vitesses radiales stellaires) est un catalogue d'étoiles qui liste les vitesses radiales de 15107 étoiles. Il fut compilé par Ralph Elmer Wilson et publié par la Carnegie Institution of Washington en 1953. Une grande partie des mesures de vitesse furent faites à l'observatoire du Mont Wilson.